# 北越戰爭
北越戰爭是日本戊辰戰爭中的一場戰役，發生於1868年6月21日，交戰雙方為明治新政府軍和長岡藩。新政府軍在苦戰之後獲得勝利。